# Ludwig Moeli
Daniel Georg Ludwig Moeli (* 1. März 1817  in Cassel; † 21. Dezember 1894 ebenda) war ein deutscher Reichsgerichtsrat.

## Leben
Der Sohn eines Konditors studierte nach Ablegen der Prüfungen am Fridericianum in Kassel von 1834 bis 1837 Rechts- und Kameralwissenschaften in Marburg und Göttingen. Im nächsten Jahr trat er sein Referendariatstelle in Kassel an. 1843 wurde er Garnisonsauditeur in Kassel. Zum Assessor im Zivilsenat des Marburger Obergerichts wurde er 1847 befördert und 1848 nach Kassel versetzt. 1848 war Moeli Vertreter der Regierung beim Landtag. Im selben Jahr wurde er Oberauditeur und 1850 Staatsprokurator in Kassel. In seine Amtszeit fiel der kurhessische Verfassungskonflikt 1850. Carl von Haynau versuchte damals das Hassenpflugschen Kriegsrecht durchzusetzen. Am 4. Oktober 1850 gehörte Moeli dem Generalauditoriat (Generalstaatsanwalt) an, das der Klage des Landständischen Ausschusses, der die Rechte des kurhessischen Parlaments während der sitzungsfreien Zeit wahrnahm, wegen Verfassungsverletzung und Hochverrats gegen Carl von Haynau statt gab. Nach einem „Art Reuebekenntnis“ für dieses Verhalten wurde er in der Reaktionszeit wieder angestellt, nachdem „er wegen Verfassungstreue den Abschied genommen“ hat. Auf die Richterbank wechselte er zurück als Obergerichtsrat in Kassel 1856. Zwei Jahre später war er wieder Staatsprokurator, diesmal beim Fuldaer Obergericht. In seine Heimatstadt Kassel wurde er 1862 versetzt. 1863 wurde er Landtagskommissar, „von dem man dies nicht erwartet hatte“ angesichts des latenten Konflikts zwischen Regierung und Kammer. Er klagte in seiner Eigenschaft als Staatsprokurator 1865 den Obergerichtsanwalt Heinrich Henkel wegen Majestätsbeleidigung an. Er war Direktionsmitglied der kurfürstlichen Hausschatzes und der Sobiewolskyschen Stiftung. Im Jahr der Annexion Hessen-Kassels durch Preußen 1867 wurde er zum Oberstaatsanwalt in Kassel befördert. 1873 wurde er zum Oberappellationsgerichtsrat ernannt und stieg später zum Obertribunalrat in Berlin auf. 1875 kam er nach Kassel zurück und wurde dort Vizepräsident des Appellationsgerichts mit dem Titel Geheimer Oberjustizrat. 1879 wurde Moeli Ehrendoktor der Universität Marburg. Mit der Gründung des Reichsgerichts wurde er dort Richter. Bis zu seinem Ruhestand 1884 gehörte er dem I. Strafsenat des Reichsgerichts an. Er war Träger des Roten Adlerordens 2. Klasse mit Eichenlaub und Schwertern. Sein Sohn Carl Moeli (1849–1919) war Professor der Medizin und Direktor der Irrenanstalt Herzberge.